# 소유방증

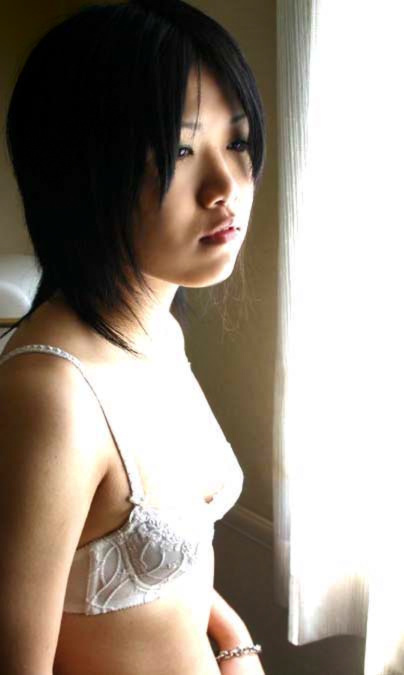

소유방증(micromastia) 또는 소유방, 작은젖, 작은유방증은 여성의 유방 조직이 사춘기 이후 발육이 부전한 것을 이르는 의학 용어이다. "정상적인" 유방 크기를 정의하는 것이 불가능한 것처럼, 소유방증의 객관적인 정의는 존재하지 않는다. 유방 발달이 일반적으로 불균형적이고 유방 하나만 또는 두 개의 유방 모두가 작을 수도 있다. 이러한 질환은 흉근의 문제(폴란드 증후군 등)와 결합된 선천적인 이유로 기인할 수 있고, 외상으로 말미암을 수 있고(일반적으로 외과 수술이나 방사선 치료), 아름다움에 대한 주관적인 판단일 수도 있다.